# Associazione Calcio Lecco 1946-1947
Questa voce raccoglie le informazioni riguardanti  l'Associazione Calcio Lecco nelle competizioni ufficiali della stagione 1946-1947.

## Rosa
| N. |                   | Ruolo | Calciatore          |
| -- | ----------------- | ----- | ------------------- |
|    | Italia (bandiera) | A     | G. Belloli          |
|    | Italia (bandiera) | A     | G. Bonalumi         |
|    | Italia (bandiera) | D     | Mario Borla         |
|    | Italia (bandiera) | D     | Carmelo Buonocore   |
|    | Italia (bandiera) | A     | Guido Capello       |
|    | Italia (bandiera) | A     | Achille Casanchini  |
|    | Italia (bandiera) | C     | Giuseppe Cisternini |
|    | Italia (bandiera) | A     | De Luca             |
|    | Italia (bandiera) | D     | Ugo Galletti        |
|    | Italia (bandiera) | D     | A. Gherardini       |
|    | Italia (bandiera) | A     | F. Lovati           |
|    | Italia (bandiera) | A     | E. Marini           |

| N. |                   | Ruolo | Calciatore          |
| -- | ----------------- | ----- | ------------------- |
|    | Italia (bandiera) | C     | Francesco Meregalli |
|    | Italia (bandiera) | D     | Sergio Montipò      |
|    | Italia (bandiera) | P     | A. Penati           |
|    | Italia (bandiera) | A     | Piero Radaelli      |
|    | Italia (bandiera) | C     | Pietro Riva         |
|    | Italia (bandiera) | C     | Carlo Rossetti      |
|    | Italia (bandiera) | A     | Russian             |
|    | Italia (bandiera) | P     | Amleto Valsecchi    |
|    | Italia (bandiera) | A     | A. Vergani          |
|    | Italia (bandiera) | D     | Giuseppe Vismara    |
|    | Italia (bandiera) | P     | Giuseppe Zibetti    |
|    | Italia (bandiera) | A     | Renato Zorzolo      |